# Laixtovanni
Laixtovanni - Лаштованный (rus) és un possiólok del krai de Krasnodar, a Rússia. És a 17 km al sud-est de Leningràdskaia i a 134 km al nord de Krasnodar. Pertany al possiólok d'Obraztsovi.